# Rally Cycling/Saison 2017
Dieser Artikel listet Erfolge und Fahrer des Radsportteams Rally Cycling in der Saison 2017 auf.

## Erfolge in der UCI WorldTour
In den Rennen der Saison 2017 der UCI WorldTour gelangen die nachstehenden Erfolge.
| Datum   | Rennen                          | Fahrer       |
| ------- | ------------------------------- | ------------ |
| 17. Mai | 4. Etappe Kalifornien-Rundfahrt | Evan Huffman |
| 20. Mai | 7. Etappe Kalifornien-Rundfahrt | Evan Huffman |

## Erfolge in der UCI America Tour
In den Rennen der Saison 2017 der UCI America Tour gelangen die nachstehenden Erfolge.
| Datum                | Rennen                                  | Kat. | Fahrer         |
| -------------------- | --------------------------------------- | ---- | -------------- |
| 30. März             | 1. Etappe Joe Martin Stage Race (EZF)   | 2.2  | Adam de Vos    |
| 1. April             | 3. Etappe Joe Martin Stage Race         | 2.2  | Eric Young     |
| 19. April            | 1. Etappe Tour of the Gila              | 2.2  | Matteo Dal-Cin |
| 20. April            | 2. Etappe Tour of the Gila              | 2.2  | Eric Young     |
| 21. April            | 3. Etappe Tour of the Gila (EZF)        | 2.2  | Evan Huffman   |
| 22. April            | 4. Etappe Tour of the Gila              | 2.2  | Eric Young     |
| 19.–23. April        | Gesamtwertung Tour of the Gila          | 2.2  | Evan Huffman   |
| 18. Juni             | 5. Etappe Tour de Beauce                | 2.2  | Rob Britton    |
| 20. Juli             | 2. Etappe Cascade Cycling Classic (EZF) | 2.2  | Evan Huffman   |
| 22. Juli             | 4. Etappe Cascade Cycling Classic       | 2.2  | Shane Kline    |
| 2. August            | 3. Etappe Tour of Utah (EZF)            | 2.HC | Rob Britton    |
| 31. Juli – 6. August | Gesamtwertung Tour of Utah              | 2.HC | Rob Britton    |
| 1. September         | 1. Etappe Tour of Alberta               | 2.1  | Evan Huffman   |
| 1.–4. September      | Gesamtwertung Tour of Alberta           | 2.1  | Evan Huffman   |
|                      | Teamwertung UCI America Tour 2017       |      |                |

## Erfolge in der UCI Europe Tour
In den Rennen der Saison 2017 der UCI Europe Tour gelangen die nachstehenden Erfolge.
| Datum         | Rennen                | Kat. | Fahrer      |
| ------------- | --------------------- | ---- | ----------- |
| 10. September | Raiffeisen Grand Prix | 1.2  | Adam de Vos |

## Erfolge bei den Nationalen Straßen-Radsportmeisterschaften
In den Rennen zu den Nationalen Straßen-Radsportmeisterschaften 2017 gelangen die nachstehenden Erfolge.
| Datum    | Rennen                                                  | Sieger          |
| -------- | ------------------------------------------------------- | --------------- |
| 25. Juni | Kanadische Meisterschaft – Straßenrennen                | Matteo Dal-Cin  |
| 29. Juni | US-amerikanische Meisterschaft – Einzelzeitfahren (U23) | Brandon McNulty |

## Mannschaft
| Teamkader 2017                            | Teamkader 2017     | Teamkader 2017     | Teamkader 2017             |
| Name                                      | Geburtsdatum       | Land               | Vorheriges Team            |
| ----------------------------------------- | ------------------ | ------------------ | -------------------------- |
| Jesse Anthony                             | 12. Juni 1985      | Vereinigte Staaten | Team Type 1 (2009)         |
| Rob Britton                               | 22. September 1984 | Kanada             | SmartStop (2015)           |
| Matteo Dal-Cin                            | 14. Januar 1991    | Kanada             | Silber Pro Cycling (2016)  |
| Adam de Vos                               | 21. Oktober 1993   | Kanada             | H&R Block (2015)           |
| Brad Huff                                 | 5. Februar 1979    | Vereinigte Staaten | Jelly Belly-Kenda (2013)   |
| Evan Huffman                              | 7. Januar 1990     | Vereinigte Staaten | SmartStop (2015)           |
| Colin Joyce                               | 6. August 1994     | Vereinigte Staaten | Axeon-Hagens Berman (2016) |
| Shane Kline                               | 11. April 1989     | Vereinigte Staaten |                            |
| Sepp Kuss                                 | 13. September 1994 | Vereinigte Staaten |                            |
| Brandon McNulty                           | 2. April 1998      | Vereinigte Staaten | LUX Junior Cycling (2016)  |
| Pierrick Naud                             | 26. Januar 1991    | Kanada             | Garneau-Québecor (2014)    |
| Emerson Oronte                            | 29. Januar 1990    | Vereinigte Staaten |                            |
| Danny Pate                                | 23. März 1979      | Vereinigte Staaten | Team Sky (2015)            |
| Thomas Soladay                            | 20. August 1983    | Vereinigte Staaten |                            |
| Curtis White                              | 28. September 1995 | Vereinigte Staaten |                            |
| Eric Young                                | 26. Februar 1989   | Vereinigte Staaten | Bissell (2012)             |
|                                           |                    |                    |                            |
| Quellen: ProCyclingStats Cycling Quotient |                    |                    |                            |